# Budzów (gemeente)
De gemeente Budzów is een landgemeente in het Poolse woiwodschap Klein-Polen, in powiat Suski.

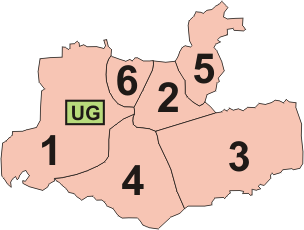
Podział gminy Budzów:
1. Budzów, 2. Baczyn, 3. Bieńkówka, 4. Jachówka, 5. Palcza, 6. Zachełmna

De zetel van de gemeente is in Budzów. De gemeente bestaat verder uit de dorpen: Budzów, Baczyn, Bieńkówka, Jachówka, Palcza en Zachełmna.
Op 30 juni 2004 telde de gemeente 8246 inwoners.

## Oppervlakte gegevens
In 2002 bedroeg de totale oppervlakte van gemeente Budzów 73,41 km², waarvan:
- agrarisch gebied: 52%
- bossen: 41%

De gemeente beslaat 10,71% van de totale oppervlakte van de powiat.

## Demografie
Stand op 30 juni 2004:
| Omschrijving                   | Totaal | Totaal | Vrouwen | Vrouwen | Mannen | Mannen |
| ------------------------------ | ------ | ------ | ------- | ------- | ------ | ------ |
| eenheid                        | aantal | %      | aantal  | %       | aantal | %      |
| inwoners                       | 8246   | 100    | 4096    | 49,7    | 4150   | 50,3   |
| bevolkingsdichtheid (inw./km²) | 112,3  | 112,3  | 55,8    | 55,8    | 56,5   | 56,5   |

In 2002 bedroeg het gemiddelde inkomen per inwoner 1427,67 zł.

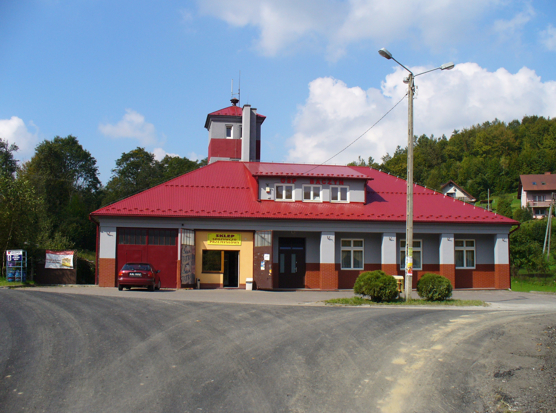
Baczyn
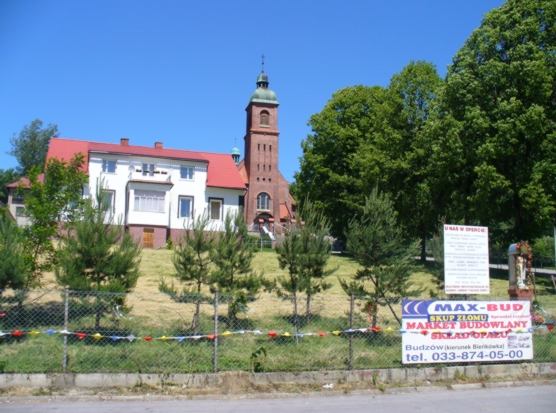
Budzów
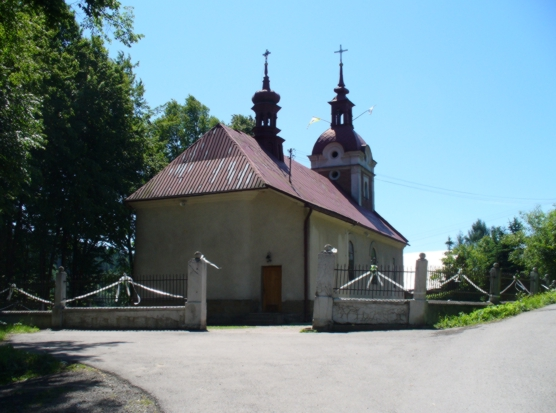
Palcza

## Aangrenzende gemeenten
Lanckorona, Maków Podhalański, Pcim, Sułkowice, Stryszów, Tokarnia, Zembrzyce